# Real Salt Lake
Il Real Salt Lake è una società calcistica statunitense che ha la propria sede a Salt Lake City (Utah) e che milita nella Major League Soccer.

## Storia
Il prefisso "Real" nel nome del club deriva dal calcio spagnolo, usato ad esempio dal Real Madrid, squadra con cui il Salt Lake ha istituito un partenariato. Il Real Salt Lake, i cui colori ufficiali del club sono il rosso, il blu e l'oro, gioca le partite casalinghe al Rio Tinto Stadium, impianto da 20.507 posti a sedere.
A Salt Lake City, prima del 2005, esisteva già una squadra di calcio: si trattava degli Utah Blitzz, che militavano nella seconda divisione della USL. Questo club, che nel 2005 aveva anche vinto il campionato, venne sciolto a seguito della fondazione del Real Salt Lake. Il primo allenatore dei Royals fu John Ellinger, ex-coach della nazionale statunitense Under-17. I risultati non furono certo brillanti, infatti sotto la sua guida la squadra non riuscì mai a centrare i play-off.
Ellinger, nel 2007, lasciò il posto a Jason Kreis, ex-giocatore del Salt Lake appena ritiratosi. Nella prima stagione di Kreis in panchina la Red & Blue Army ha mancato la qualificazione ai play-off. La stagione 2009 vede la vittoria dello scudetto statunitense, per la prima volta nella sua storia battendo in finale ai calci di rigore il Los Angeles Galaxy guidati da David Beckham.

## Cronistoria
Di seguito la cronistoria del Real Salt Lake.

## Colori e simboli

### Simboli ufficiali

#### Mascotte
Leo il Leone è la mascotte ufficiale del Real Salt Lake.

## Strutture

### Stadio
| Nome                | Luogo                 | Anni di utilizzo | Capacità |
| ------------------- | --------------------- | ---------------- | -------- |
| Rice-Eccles Stadium | Salt Lake City (Utah) | 2005-2008        |          |
| Rio Tinto Stadium   | Sandy (Utah)          | 2008-presente    | 20,213   |

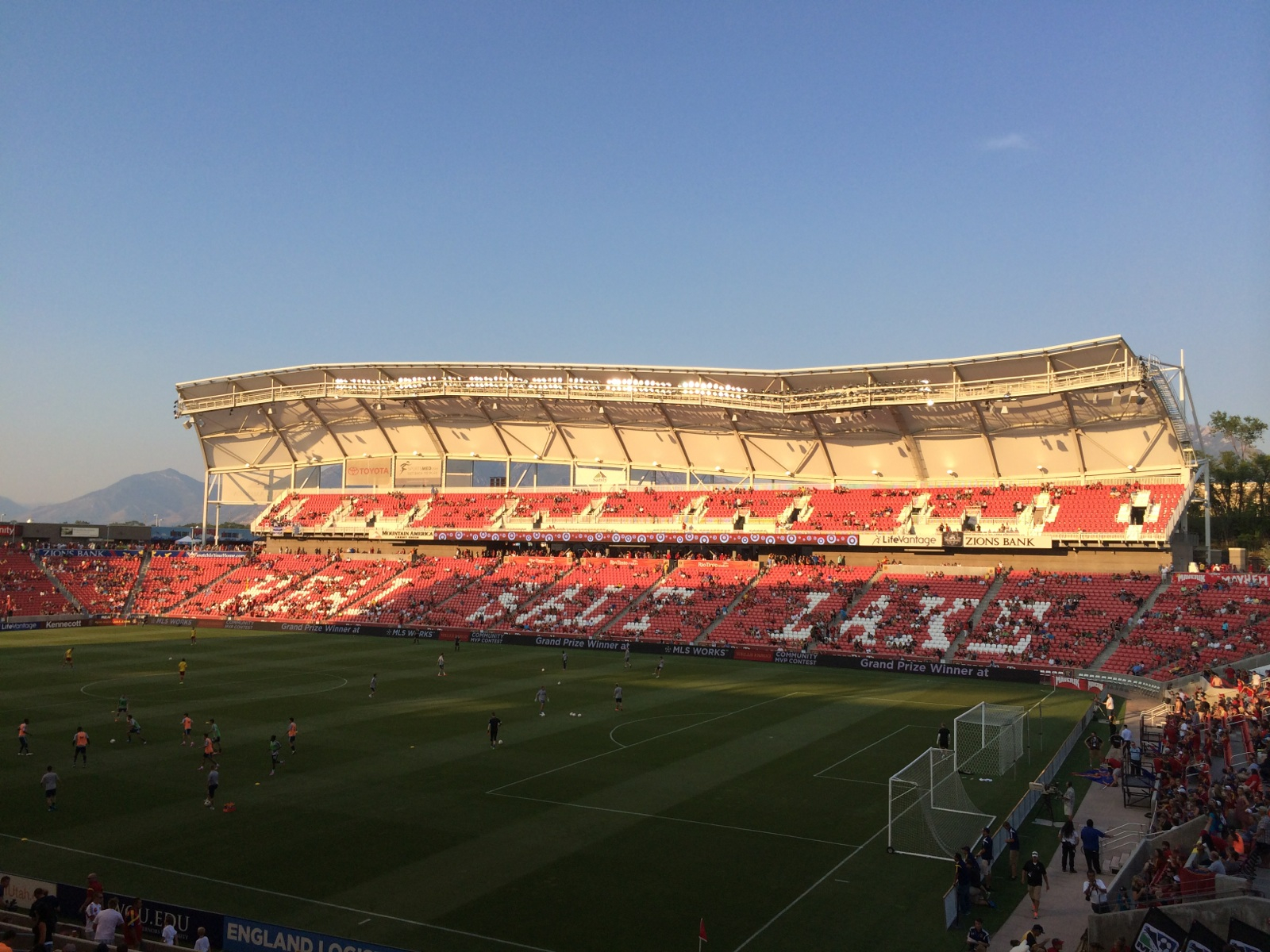
Rio Tinto Stadium è lo stadio del RSL dal 2008.

Nel 2005, dopo mesi di discussioni politiche e contrasti, si raggiunse un accordo che prevedeva la costruzione dello stadio casalingo del Real Salt Lake.
L'area d'interesse per costruire lo stadio è stata individuata nella periferia di Salt Lake City, Sandy. Il costo totale per la costruzione è stato di 110 milioni di dollari ed è stato inaugurato il 9 ottobre 2008.

## Palmarès

### Competizioni nazionali
- Campionato MLS: 1

2009

### Altri piazzamenti
- Campionato MLS:

Secondo posto: 2013
- Lamar Hunt U.S. Open Cup:

Finalista: 2013
Semifinalista: 2015, 2023
- CONCACAF Champions League:

Finalista: 2010-2011

## Statistiche e record

### Statistiche di squadra
Dati aggiornati al 23 dicembre 2021.
| Posizione | Giocatore          | Nazione                | Reti | Apps | Anni                 |
| --------- | ------------------ | ---------------------- | ---- | ---- | -------------------- |
| 1         | Álvaro Saborío     | Costa Rica (bandiera)  | 79   | 157  | 2010-2015            |
| 2         | Javier Morales     | Argentina (bandiera)   | 60   | 292  | 2007-2016            |
| 3         | Joao Plata         | Ecuador (bandiera)     | 53   | 201  | 2013-2019            |
| 4         | Damir Kreilach     | Croazia (bandiera)     | 47   | 130  | 2018-presente        |
| 5         | Albert Rusnàk      | Slovacchia (bandiera)  | 42   | 146  | 2017-presente        |
| 6         | Robbie Findley     | Stati Uniti (bandiera) | 42   | 161  | 2007-2010, 2013-2014 |
| 7         | Fabián Espíndola   | Argentina (bandiera)   | 38   | 152  | 2007-2012            |
| 8         | Kyle Beckerman     | Stati Uniti (bandiera) | 33   | 408  | 2007-2020            |
| 9         | Yura Movsisyan     | Armenia (bandiera)     | 32   | 122  | 2007-2009, 2016-2018 |
| 10        | Jefferson Savarino | Venezuela (bandiera)   | 22   | 88   | 2017-2020            |

| Posizione | Giocatore      | Nazione                | Apps | Reti | Anni                 |
| --------- | -------------- | ---------------------- | ---- | ---- | -------------------- |
| 1         | Nick Rimando   | Stati Uniti (bandiera) | 420  | 0    | 2007-2019            |
| 2         | Kyle Beckerman | Stati Uniti (bandiera) | 408  | 33   | 2007-2020            |
| 3         | Javier Morales | Argentina (bandiera)   | 292  | 60   | 2007-2016            |
| 4         | Chris Wingert  | Stati Uniti (bandiera) | 289  | 3    | 2007-2014, 2016-2018 |
| 5         | Tony Beltran   | Stati Uniti (bandiera) | 286  | 3    | 2008-2019            |
| 6         | Nat Borchers   | Stati Uniti (bandiera) | 244  | 11   | 2008-2014            |
| 7         | Andy Williams  | Giamaica (bandiera)    | 214  | 16   | 2005-2011            |
| 8         | Joao Plata     | Ecuador (bandiera)     | 201  | 53   | 2013-2019            |
| 9         | Ned Grabavoy   | Stati Uniti (bandiera) | 196  | 11   | 2009-2014            |
| 10        | Jámison Olave  | Colombia (bandiera)    | 190  | 16   | 2008-2012, 2015-2016 |

## Tifoseria

### Storia
Il Real Salt Lake ha sette gruppi ufficiali di supporters: The Loyalists, Rogue Cavaliers Brigade (RCB), Salt City United (SCU), Section 26, La Barra Real, The Royal Pride (TRP), and The Royal Army. Eccezione fatta per la Section 26, tutti i gruppi si trovano in curva sud.

### Gemellaggi e rivalità

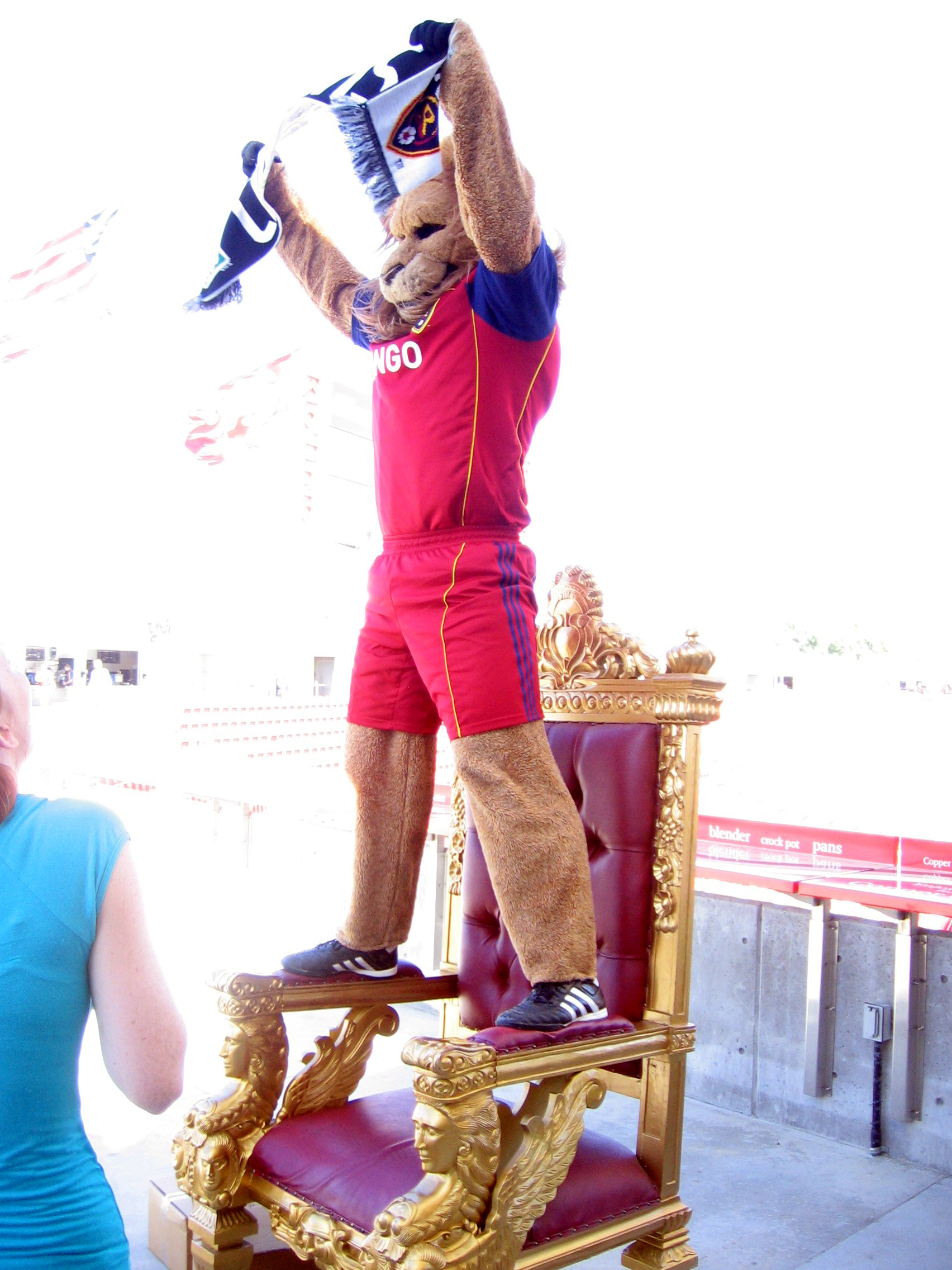
Leo il Leone durante un incontro coi tifosi

I rivali storici sono il Colorado Rapids, vista la vicinanza geografica e la sfida annuale nella Rocky Mountain Cup.
Altre rivalità accese, ma meno sentite, sono con i Los Angeles Galaxy, vincitori nella finale di MLS Cup 2009 ed arrivati secondi nella stagione regolare, proprio alle spalle dei Galaxy.
Una rivalità aperta tra le tifoserie c'è anche con lo Sporting Kansas City che ha battuto la squadra di Salt Lake City nella finale del 2013.

## Organico

### Rosa 2025
Aggiornata al 17 agosto 2025.
| N. |                        | Ruolo | Calciatore      |
| -- | ---------------------- | ----- | --------------- |
| 1  | Brasile (bandiera)     | P     | Rafael Cabral   |
| 3  | Stati Uniti (bandiera) | D     | Kobi Henry      |
| 4  | Colombia (bandiera)    | D     | Brayan Vera     |
| 6  | Paraguay (bandiera)    | C     | Braian Ojeda    |
| 7  | Argentina (bandiera)   | C     | Pablo Ruiz      |
| 8  | Stati Uniti (bandiera) | C     | Diego Luna      |
| 10 | Portogallo (bandiera)  | A     | Diogo Gonçalves |
| 11 | Polonia (bandiera)     | C     | Dominik Marczuk |
| 12 | Giamaica (bandiera)    | C     | Matthew Bell    |
| 14 | Stati Uniti (bandiera) | C     | Emeka Eneli     |
| 15 | Stati Uniti (bandiera) | D     | Justen Glad     |
| 16 | Stati Uniti (bandiera) | C     | Tyler Wolff     |
| 17 | Australia (bandiera)   | C     | Lachlan Brook   |
| 18 | Stati Uniti (bandiera) | P     | Zac MacMath     |
| 19 | Stati Uniti (bandiera) | D     | Bode Hidalgo    |
| 21 | Stati Uniti (bandiera) | A     | Axel Kei        |
| 23 | Australia (bandiera)   | A     | Ariath Piol     |
| 24 | Stati Uniti (bandiera) | P     | Max Kerkvliet   |
| 26 | Stati Uniti (bandiera) | D     | Philip Quinton  |

| N. |                        | Ruolo | Calciatore          |
| -- | ---------------------- | ----- | ------------------- |
| 27 | Ghana (bandiera)       | A     | Forster Ajago       |
| 29 | Ecuador (bandiera)     | A     | Anderson Julio      |
| 30 | Stati Uniti (bandiera) | C     | Owen Anderson       |
| 31 | Stati Uniti (bandiera) | C     | Kevon Lambert       |
| 32 | Stati Uniti (bandiera) | D     | Zack Farnsworth     |
| 33 | Stati Uniti (bandiera) | D     | Tommy Silva         |
| 34 | Stati Uniti (bandiera) | C     | Luca Moisa          |
| 36 | Spagna (bandiera)      | A     | Jesus Barea         |
| 37 | Stati Uniti (bandiera) | D     | Luis Rivera         |
| 38 | Stati Uniti (bandiera) | C     | Jude Wellings       |
| 39 | Stati Uniti (bandiera) | A     | Aiden Hezarkhani    |
| 40 | Stati Uniti (bandiera) | C     | Omar Marquez        |
| 41 | Stati Uniti (bandiera) | D     | Gio Villa           |
| 72 | Stati Uniti (bandiera) | A     | Zavier Gozo         |
| 91 | Giamaica (bandiera)    | D     | Javain Brown        |
| 92 | Germania (bandiera)    | C     | Noel Caliscan       |
| 98 | Grecia (bandiera)      | C     | Alexandros Katranīs |
|    | Stati Uniti (bandiera) | P     | Mason Stajduhar     |
|    | Brasile (bandiera)     | A     | Elias Manoel        |

### Rosa 2024
Aggiornata al 17 marzo 2024.
| N. |                        | Ruolo | Calciatore      |
| -- | ---------------------- | ----- | --------------- |
| 2  | Stati Uniti (bandiera) | D     | Andrew Brody    |
| 3  | Costa Rica (bandiera)  | D     | Bryan Oviedo    |
| 4  | Colombia (bandiera)    | D     | Brayan Vera     |
| 6  | Paraguay (bandiera)    | C     | Braian Ojeda    |
| 7  | Argentina (bandiera)   | C     | Pablo Ruiz      |
| 8  | Stati Uniti (bandiera) | C     | Diego Luna      |
| 9  | Colombia (bandiera)    | A     | Cristian Arango |
| 11 | Polonia (bandiera)     | C     | Dominik Marczuk |
| 13 | Colombia (bandiera)    | C     | Nelson Palacio  |
| 14 | Stati Uniti (bandiera) | C     | Emeka Eneli     |
| 15 | Stati Uniti (bandiera) | D     | Justen Glad     |
| 16 | Cuba (bandiera)        | C     | Maikel Chang    |
| 17 | Messico (bandiera)     | C     | Fidel Barajas   |
| 18 | Stati Uniti (bandiera) | P     | Zac MacMath     |
| 19 | Stati Uniti (bandiera) | D     | Bode Hidalgo    |
| 20 | Stati Uniti (bandiera) | D     | Erik Holt       |
| 21 | Stati Uniti (bandiera) | A     | Axel Kei        |
| 23 | Stati Uniti (bandiera) | A     | Ilijah Paul     |

| N. |                        | Ruolo | Calciatore          |
| -- | ---------------------- | ----- | ------------------- |
| 25 | Inghilterra (bandiera) | C     | Matt Crooks         |
| 26 | Stati Uniti (bandiera) | D     | Philip Quinton      |
| 27 | Francia (bandiera)     | A     | Bertin Jacquesson   |
| 28 | Stati Uniti (bandiera) | A     | Benji Michel        |
| 29 | Ecuador (bandiera)     | A     | Anderson Julio      |
| 30 | Uruguay (bandiera)     | D     | Marcelo Silva       |
| 32 | Stati Uniti (bandiera) | D     | Zack Farnsworth     |
| 33 | Stati Uniti (bandiera) | D     | Tommy Silva         |
| 35 | Stati Uniti (bandiera) | P     | Gavin Beavers       |
| 36 | Stati Uniti (bandiera) | D     | Kevin Bonilla       |
| 37 | Stati Uniti (bandiera) | D     | Luis Rivera         |
| 38 | Stati Uniti (bandiera) | C     | Jude Wellings       |
| 41 | Armenia (bandiera)     | C     | Darón Iskenderian   |
| 49 | Stati Uniti (bandiera) | C     | Griffin Dilon       |
| 72 | Stati Uniti (bandiera) | A     | Zavier Gozo         |
| 92 | Germania (bandiera)    | C     | Noel Caliscan       |
| 98 | Grecia (bandiera)      | C     | Alexandros Katranīs |
|    | Portogallo (bandiera)  | A     | Diogo Gonçalves     |

### Rosa 2023
| N. |                        | Ruolo | Calciatore        |
| -- | ---------------------- | ----- | ----------------- |
| 2  | Stati Uniti (bandiera) | D     | Andrew Brody      |
| 6  | Argentina (bandiera)   | C     | Pablo Ruiz        |
| 8  | Croazia (bandiera)     | C     | Damir Kreilach    |
| 12 | Stati Uniti (bandiera) | C     | Scott Caldwell    |
| 14 | Stati Uniti (bandiera) | A     | Rubio Rubin       |
| 15 | Stati Uniti (bandiera) | D     | Justen Glad       |
| 16 | Cuba (bandiera)        | C     | Maikel Chang      |
| 18 | Stati Uniti (bandiera) | P     | Zac MacMath       |
| 19 | Stati Uniti (bandiera) | D     | Bode Hidalgo      |
| 20 | Stati Uniti (bandiera) | D     | Erik Holt         |
| 26 | Stati Uniti (bandiera) | C     | Diego Luna        |
| 28 | Germania (bandiera)    | C     | Jasper Löffelsend |
| 29 | Ecuador (bandiera)     | A     | Anderson Julio    |
| 30 | Uruguay (bandiera)     | D     | Marcelo Silva     |
| 31 | Stati Uniti (bandiera) | A     | Axel Kei          |
| 32 | Stati Uniti (bandiera) | D     | Zack Farnsworth   |

| N. |                        | Ruolo | Calciatore          |
| -- | ---------------------- | ----- | ------------------- |
| 33 | Stati Uniti (bandiera) | C     | Julio Benitez       |
| 35 | Stati Uniti (bandiera) | P     | Gavin Beavers       |
| 36 | Costa Rica (bandiera)  | D     | Bryan Oviedo        |
| 38 | Stati Uniti (bandiera) | C     | Jude Wellings       |
| 39 | Stati Uniti (bandiera) | A     | Danny Musovski      |
| 81 | Stati Uniti (bandiera) | P     | Tomás Gómez         |
| 88 | Paraguay (bandiera)    | C     | Braian Ojeda        |
|    | Colombia (bandiera)    | D     | Brayan Vera         |
|    | Colombia (bandiera)    | C     | Carlos Andrés Gómez |
|    | Costa Rica (bandiera)  | C     | Amferny Sinclair    |
|    | Haiti (bandiera)       | D     | Delentz Pierre      |
|    | Stati Uniti (bandiera) | A     | Emeka Eneli         |
|    | Stati Uniti (bandiera) | A     | Ilijah Paul         |
|    | Stati Uniti (bandiera) | D     | Luis Rivera         |
|    | Inghilterra (bandiera) | C     | Matt Crooks         |
|    | Francia (bandiera)     | A     | Bertin Jacquesson   |

### Rosa 2022
| N. |                        | Ruolo | Calciatore         |
| -- | ---------------------- | ----- | ------------------ |
| 2  | Stati Uniti (bandiera) | D     | Andrew Brody       |
| 4  | Paesi Bassi (bandiera) | D     | Johan Kappelhof    |
| 6  | Argentina (bandiera)   | C     | Pablo Ruiz         |
| 7  | Stati Uniti (bandiera) | A     | Bobby Wood         |
| 8  | Croazia (bandiera)     | C     | Damir Kreilach     |
| 9  | Iraq (bandiera)        | C     | Justin Meram       |
| 10 | Venezuela (bandiera)   | A     | Sergio Córdova     |
| 11 | Venezuela (bandiera)   | C     | Jefferson Savarino |
| 12 | Stati Uniti (bandiera) | C     | Scott Caldwell     |
| 13 | Stati Uniti (bandiera) | C     | Nick Besler        |
| 14 | Stati Uniti (bandiera) | A     | Rubio Rubin        |
| 15 | Stati Uniti (bandiera) | D     | Justen Glad        |
| 16 | Cuba (bandiera)        | C     | Maikel Chang       |
| 18 | Stati Uniti (bandiera) | P     | Zac MacMath        |
| 19 | Stati Uniti (bandiera) | D     | Bode Hidalgo       |
| 20 | Stati Uniti (bandiera) | D     | Erik Holt          |
| 21 | Stati Uniti (bandiera) | D     | Tate Schmitt       |

| N. |                        | Ruolo | Calciatore        |
| -- | ---------------------- | ----- | ----------------- |
| 22 | Stati Uniti (bandiera) | D     | Aaron Herrera     |
| 24 | Stati Uniti (bandiera) | P     | Jeff Dewsnup      |
| 26 | Stati Uniti (bandiera) | C     | Diego Luna        |
| 28 | Germania (bandiera)    | C     | Jasper Löffelsend |
| 29 | Ecuador (bandiera)     | A     | Anderson Julio    |
| 30 | Uruguay (bandiera)     | D     | Marcelo Silva     |
| 31 | Stati Uniti (bandiera) | A     | Axel Kei          |
| 32 | Stati Uniti (bandiera) | D     | Zack Farnsworth   |
| 33 | Stati Uniti (bandiera) | C     | Julio Benitez     |
| 35 | Stati Uniti (bandiera) | P     | Gavin Beavers     |
| 36 | Costa Rica (bandiera)  | D     | Bryan Oviedo      |
| 38 | Stati Uniti (bandiera) | C     | Jude Wellings     |
| 39 | Stati Uniti (bandiera) | A     | Danny Musovski    |
| 81 | Stati Uniti (bandiera) | P     | Tomás Gómez       |
| 88 | Paraguay (bandiera)    | C     | Braian Ojeda      |
| 99 | Stati Uniti (bandiera) | D     | Jaziel Orozco     |

### Rosa 2021
| N. |                        | Ruolo | Calciatore         |
| -- | ---------------------- | ----- | ------------------ |
| 1  | Stati Uniti (bandiera) | P     | David Ochoa        |
| 2  | Stati Uniti (bandiera) | D     | Andrew Brody       |
| 3  | Canada (bandiera)      | D     | Ashtone Morgan     |
| 4  | Stati Uniti (bandiera) | D     | Donny Toia         |
| 6  | Argentina (bandiera)   | C     | Pablo Ruiz         |
| 7  | Stati Uniti (bandiera) | A     | Bobby Wood         |
| 8  | Croazia (bandiera)     | C     | Damir Kreilach     |
| 9  | Iraq (bandiera)        | C     | Justin Meram       |
| 11 | Slovacchia (bandiera)  | C     | Albert Rusnák      |
| 12 | Honduras (bandiera)    | A     | Douglas Martínez   |
| 13 | Stati Uniti (bandiera) | C     | Nick Besler        |
| 14 | Stati Uniti (bandiera) | A     | Rubio Rubin        |
| 15 | Stati Uniti (bandiera) | D     | Justen Glad        |
| 16 | Cuba (bandiera)        | C     | Maikel Chang       |
| 17 | Stati Uniti (bandiera) | A     | Christopher Garcia |
| 18 | Stati Uniti (bandiera) | P     | Zac MacMath        |

| N. |                              | Ruolo | Calciatore        |
| -- | ---------------------------- | ----- | ----------------- |
| 19 | Stati Uniti (bandiera)       | A     | Bode Hidalgo      |
| 20 | Stati Uniti (bandiera)       | D     | Erik Holt         |
| 21 | Stati Uniti (bandiera)       | D     | Tate Schmitt      |
| 22 | Stati Uniti (bandiera)       | D     | Aaron Herrera     |
| 23 | Stati Uniti (bandiera)       | A     | Milan Iloski      |
| 25 | Brasile (bandiera)           | C     | Everton Luiz      |
| 26 | Trinidad e Tobago (bandiera) | D     | Noah Powder       |
| 27 | Stati Uniti (bandiera)       | D     | Bret Halsey       |
| 28 | Venezuela (bandiera)         | A     | Jeizon Ramírez    |
| 29 | Ecuador (bandiera)           | A     | Anderson Julio    |
| 30 | Uruguay (bandiera)           | D     | Marcelo Silva     |
| 43 | Stati Uniti (bandiera)       | C     | Justin Portillo   |
| 51 | Stati Uniti (bandiera)       | P     | Andrew Putna      |
|    | Croazia (bandiera)           | D     | Toni Datković     |
|    | Argentina (bandiera)         | A     | Jonathan Menéndez |

### Rosa 2019
| N. |                        | Ruolo | Calciatore         |
| -- | ---------------------- | ----- | ------------------ |
| 1  | Stati Uniti (bandiera) | P     | Alex Horwath       |
| 2  | Stati Uniti (bandiera) | D     | Tony Beltran       |
| 3  | Stati Uniti (bandiera) | D     | Adam Henley        |
| 4  | Stati Uniti (bandiera) | D     | David Horst        |
| 5  | Stati Uniti (bandiera) | C     | Kyle Beckerman     |
| 6  | Argentina (bandiera)   | C     | Pablo Ruiz         |
| 7  | Venezuela (bandiera)   | A     | Jefferson Savarino |
| 8  | Croazia (bandiera)     | C     | Damir Kreilach     |
| 10 | Ecuador (bandiera)     | A     | Joao Plata         |
| 11 | Slovacchia (bandiera)  | C     | Albert Rusnák      |
| 13 | Stati Uniti (bandiera) | C     | Nick Besler        |
| 14 | Inghilterra (bandiera) | D     | Nedum Onuoha       |
| 15 | Stati Uniti (bandiera) | D     | Justen Glad        |
| 17 | Stati Uniti (bandiera) | A     | Corey Baird        |
| 18 | Stati Uniti (bandiera) | P     | Nick Rimando       |

| N. |                        | Ruolo | Calciatore        |
| -- | ---------------------- | ----- | ----------------- |
| 19 | Inghilterra (bandiera) | C     | Luke Mulholland   |
| 20 | Stati Uniti (bandiera) | D     | Erik Holt         |
| 21 | Stati Uniti (bandiera) | D     | Tate Schmitt      |
| 22 | Stati Uniti (bandiera) | D     | Aaron Herrera     |
| 23 | Stati Uniti (bandiera) | C     | Sebastian Saucedo |
| 24 | Stati Uniti (bandiera) | P     | David Ochoa       |
| 25 | Brasile (bandiera)     | C     | Everton Luiz      |
| 26 | Stati Uniti (bandiera) | C     | Luis Arriaga      |
| 27 | Stati Uniti (bandiera) | C     | Julian Vazquez    |
| 30 | Uruguay (bandiera)     | D     | Marcelo Silva     |
| 43 | Stati Uniti (bandiera) | C     | Justin Portillo   |
| 50 | Liberia (bandiera)     | A     | Sam Johnson       |
| 51 | Stati Uniti (bandiera) | P     | Andrew Putna      |
| 70 | Stati Uniti (bandiera) | C     | Jordan Allen      |

### Rosa 2018
| N. |                        | Ruolo | Calciatore         |
| -- | ---------------------- | ----- | ------------------ |
| 1  | Stati Uniti (bandiera) | P     | Alex Horwath       |
| 2  | Stati Uniti (bandiera) | D     | Tony Beltran       |
| 3  | Stati Uniti (bandiera) | D     | Adam Henley        |
| 4  | Stati Uniti (bandiera) | D     | David Horst        |
| 5  | Stati Uniti (bandiera) | C     | Kyle Beckerman     |
| 6  | Croazia (bandiera)     | C     | Damir Kreilach     |
| 7  | Venezuela (bandiera)   | A     | Jefferson Savarino |
| 8  | Nigeria (bandiera)     | C     | Sunny              |
| 10 | Ecuador (bandiera)     | A     | Joao Plata         |
| 11 | Slovacchia (bandiera)  | C     | Albert Rusnák      |
| 12 | Stati Uniti (bandiera) | A     | Brooks Lennon      |
| 13 | Stati Uniti (bandiera) | A     | Nick Besler        |
| 15 | Stati Uniti (bandiera) | D     | Justen Glad        |
| 16 | Spagna (bandiera)      | A     | Alfredo Ortuño     |
| 17 | Giamaica (bandiera)    | D     | Demar Phillips     |
| 18 | Stati Uniti (bandiera) | P     | Nick Rimando       |

| N. |                        | Ruolo | Calciatore        |
| -- | ---------------------- | ----- | ----------------- |
| 19 | Inghilterra (bandiera) | C     | Luke Mulholland   |
| 20 | Stati Uniti (bandiera) | A     | Luis Silva        |
| 21 | Stati Uniti (bandiera) | D     | Taylor Peay       |
| 22 | Stati Uniti (bandiera) | D     | Aaron Herrera     |
| 23 | Stati Uniti (bandiera) | C     | Sebastián Saucedo |
| 24 | Stati Uniti (bandiera) | P     | Connor Sparrow    |
| 25 | Stati Uniti (bandiera) | D     | Danilo Acosta     |
| 26 | Stati Uniti (bandiera) | D     | Shawn Barry       |
| 27 | Stati Uniti (bandiera) | C     | Corey Baird       |
| 28 | Stati Uniti (bandiera) | C     | Ricky Lopez-Espin |
| 29 | Stati Uniti (bandiera) | C     | José Hernández    |
| 30 | Uruguay (bandiera)     | D     | Marcelo Silva     |
| 31 | Argentina (bandiera)   | C     | Pablo Ruiz        |
| 70 | Stati Uniti (bandiera) | C     | Jordan Allen      |
|    | Stati Uniti (bandiera) | D     | Donny Toia        |